# Jacques Breuer (Schauspieler)
Jacques Breuer (* 20. Oktober 1956 in München; † 5. September 2024 ebenda) war ein österreichischer Filmschauspieler, Synchronsprecher und Filmregisseur.

## Leben
Sein Großvater war der österreichische Schauspieler Siegfried Breuer, sein Vater Siegfried Breuer jr. und sein Bruder Pascal Breuer waren bzw. sind ebenfalls Schauspieler.
Er machte sein Abitur am Camerloher-Gymnasium Freising. Noch während seiner Ausbildung an der Otto-Falckenberg-Schule debütierte er 1975 in Brechts Die Gewehre der Frau Carrar an den Münchner Kammerspielen. Von 1977 bis 1979 war er Ensemblemitglied des Bayerischen Staatsschauspiels, seitdem war er freischaffend.
Einem breiteren Fernsehpublikum wurde Breuer durch seine Rolle als Peter Bathory in dem 1979 entstandenen Abenteuervierteiler Mathias Sandorf bekannt. Seine Karriere umfasst auch die Mitwirkung in so bekannten TV-Serien wie Derrick, Der Alte, Ein Fall für zwei, Wolffs Revier, Weißblaue Geschichten, Siska, Tatort, Der Bulle von Tölz und Café Meineid. 1983/1984 hatte er in Egon Günthers Fernsehdreiteiler Morenga die Hauptrolle des Oberveterinärs Gottschalk.
Darüber hinaus betätigte sich Jacques Breuer auch als Synchronsprecher. Zu seinen bekannten Sprechrollen zählen die des Aragorn (Viggo Mortensen) in der Der-Herr-der-Ringe-Trilogie und des Adolf Hitler (Robert Carlyle) in Hitler – Aufstieg des Bösen. In der Fernsehserie Dirty Sexy Money lieh er William Baldwin als Patrick Darling seine Stimme. 1991 feierte er Erfolge am Wiener Theater an der Wien in dem Musical Freudiana, in dem er die Hauptrolle des Erik sang. Shakespeares Sonette, und zwar die 52 Vanitas-Sonette (von 154 Sonetten überhaupt), sprach Breuer 2013 in der Neuübersetzung von Claus Eckermann für die Noa Noa Hörbuch-Edition ein. Von 2012 bis 2015 lieh er Stephen Dillane als Stannis Baratheon in der erfolgreichen Serie Game of Thrones seine Stimme.
Breuer war elf Jahre mit der Schauspielerin Sissy Höfferer verheiratet. 2008 heiratete er die Schauspielerin Viola Wedekind. Im April 2017 erfolgte die Trennung.
Jacques Breuer litt 30 Jahre an Diabetes. Im Mai 2022 überlebte er eine schwere Sepsis. Es mussten aufgrund von Durchblutungsstörungen drei Zehen amputiert werden. Breuer starb am 5. September 2024 im Alter von 67 Jahren an den Folgen eines Schlaganfalls in München.

## Filmografie (Auswahl)
- 1975–1997: Derrick (Fernsehserie, 10 Folgen, verschiedene Rollen)
- 1976: Jeder stirbt für sich allein
- 1978: Wallenstein (Fernsehmehrteiler)
- 1978: Taugenichts
- 1979: Mathias Sandorf (Abenteuervierteiler)
- 1980–2009: Der Alte (Fernsehserie, 15 Folgen, verschiedene Rollen)
- 1983–1987: Die Krimistunde (Fernsehserie, 3 Folgen, verschiedene Rollen)
- 1983: Büro, Büro (Fernsehserie, 1 Folge)
- 1983: Die Matrosen von Kronstadt
- 1984: Don Karlos. Infant von Spanien
- 1985: Tatort – Der Mord danach
- 1987: Der Schrei der Eule
- 1988–2003: Ein Fall für zwei (Fernsehserie, 4 Folgen, verschiedene Rollen)
- 1989: Stahlkammer Zürich (Fernsehserie, 12 Folgen)
- 1990: Café Europa
- 1990–1993: Café Meineid (Fernsehserie, 26 Folgen)
- 1991–2015: SOKO München (Fernsehserie, 5 Folgen, verschiedene Rollen)
- 1993: Tatort – Alles Palermo
- 1993–1998: Wolffs Revier (Fernsehserie, 2 Folgen, verschiedene Rollen)
- 1995: Tatort – Bienzle und die Feuerwand
- 1996: Der Mann ohne Schatten (Fernsehserie, 1 Folge)
- 1996: Doppelter Einsatz (Fernsehserie, 1 Folge)
- 1996: Zwei Brüder (Fernsehserie, 1 Folge)
- 1997: Weißblaue Geschichten (Fernsehserie, 1 Folge)
- 1998: Im Namen des Gesetzes (Fernsehserie, 1 Folge)
- 1998: Medicopter 117 – Jedes Leben zählt (Fernsehserie, 1 Folge)
- 1998: Tatort – Todesbote
- 1998–2006: Siska (Fernsehserie, 8 Folgen, verschiedene Rollen)
- 1999–2001: Dr. Stefan Frank – Der Arzt, dem die Frauen vertrauen (Fernsehserie, 3 Folgen)
- 1999: Der Bulle von Tölz: Ein Orden für den Mörder
- 1999: Kommissar Rex (Fernsehserie, 1 Folge)
- 1999: Tatort – Blinde Kuriere
- 2001: Amokfahrt zum Pazifik
- 2002: Polizeiruf 110 – Um Kopf und Kragen
- 2003: Hitler – Aufstieg des Bösen
- 2003: Schlosshotel Orth (Fernsehserie, 1 Folge)
- 2003: Verliebte Diebe
- 2003: Um Himmels Willen (Fernsehserie, 1 Folge)
- 2004: SOKO Kitzbühel (Fernsehserie, 1 Folge)
- 2008: Utta Danella – Das Geheimnis unserer Liebe
- 2011: Heiter bis tödlich: Hubert und Staller (Fernsehserie, 1 Folge)
- 2012: Sturm der Liebe (Fernsehserie, 2 Folgen)
- 2013: Paradies 505. Ein Niederbayernkrimi
- 2016: SOKO Stuttgart (Fernsehserie, 1 Folge)
- 2016: Engelsbua
- 2017: SOKO Wismar (Fernsehserie, 2 Folgen)
- 2017: Großstadtrevier (Fernsehserie, 1 Folge)
- 2018: Raus
- 2020: Nicht tot zu kriegen
- 2021: Hubert ohne Staller (Fernsehserie, 1 Folge)
- 2022: Aktenzeichen XY … ungelöst (Fernsehreihe, 1 Folge)
- 2022: Der Staatsanwalt (Fernsehserie, 1 Folge)

## Synchronrollen (Auswahl)
Viggo Mortensen
- 2001: als Aragorn in Der Herr der Ringe: Die Gefährten
- 2002: als Aragorn in Der Herr der Ringe: Die zwei Türme
- 2003: als Aragorn in Der Herr der Ringe: Die Rückkehr des Königs
- 2004: als Frank Hopkins in Hidalgo – 3000 Meilen zum Ruhm
- 2005: als Tom Stall in A History of Violence
- 2006: als Diego Alatriste und Casanova in Alatriste
- 2007: als Nikolai in Tödliche Versprechen – Eastern Promises
- 2008: als Everett Hitch in Appaloosa
- 2010: als Mann in The Road
- 2011: als Sigmund Freud in Eine dunkle Begierde
- 2012: als Old Bull Lee / William S. Burroughs in On the Road – Unterwegs
- 2014: als Chester MacFarland in Die zwei Gesichter des Januars
- 2016: als Ben in Captain Fantastic – Einmal Wildnis und zurück
- 2018: als Tony Lip in Green Book
- 2022: als Richard Stanton in Dreizehn Leben[4]

Jet Li
- 2002: als Der Namenlose in Hero
- 2006: als Huo Yuanjia in Fearless
- 2007: als Rogue in War

Sergi López
- 2000: als Harry in Harry meint es gut mit dir
- 2005: als Adam in Malen oder Lieben

### Filme
- 2010: Rufus Sewell als Tom Builder in Die Säulen der Erde
- 2013: Christopher Eccleston als Malekith in Thor – The Dark Kingdom

### Serien
- 2005: John Benjamin Hickey als Randall Fuller in Criminal Intent – Verbrechen im Visier
- 2008–2009: William Baldwin als Senator Patrick Darling IV. in Dirty Sexy Money
- 2011: Rufus Sewell als Aurelio Zen in Aurelio Zen
- 2012: Chadwick Boseman als Ralph „Flex“ Beeman in Justified
- 2012–2015: Stephen Dillane als Stannis Baratheon in Game of Thrones
- 2014: John Benjamin Hickey als Tom Moore in Law & Order: Special Victims Unit
- 2017: Anthony Azizi als Farook al-Thani in The Blacklist